# Košarkaški klub Pirot
Il Košarkaški klub Pirot, comunemente indicato come KK Pirot, è una squadra di basket professionistica maschile con sede a Pirot, in Serbia. Attualmente milita nella Košarkaška liga Srbije.

## Roster 2020-2021
Aggiornato al 19 ottobre 2020.
|    | Naz.                   | Ruolo | Sportivo            | Anno | Alt. |  |  |
| -- | ---------------------- | ----- | ------------------- | ---- | ---- |  |  |
| 4  | Serbia (bandiera)      | P     | Nikola Đonlić       | 1993 | 184  |  |  |
| 5  | Serbia (bandiera)      | P     | Sanel Mukanović     | 1983 | 189  |  |  |
| 6  | Stati Uniti (bandiera) | C     | Demonte Flannigan   | 1995 | 203  |  |  |
| 7  | Serbia (bandiera)      | AP    | Dušan Filipović     | 1992 | 188  |  |  |
| 8  | Serbia (bandiera)      | P     | Vladimir Stefanović | 1999 | 182  |  |  |
| 9  | Serbia (bandiera)      | G     | Dimitrije Đorđević  | 2000 | 192  |  |  |
| 10 | Serbia (bandiera)      | AP    | Lazar Rašić         | 1987 | 196  |  |  |
| 11 | Serbia (bandiera)      | AP    | Ivan Pendić         | 1989 | 196  |  |  |
| 12 | Serbia (bandiera)      | AP    | Milos Vranes        | 1995 | 201  |  |  |
| 13 | Serbia (bandiera)      | AG    | Martin Matović      | 1994 | 204  |  |  |
| 15 | Serbia (bandiera)      | AG    | Miodrag Stojanović  | 1985 | 201  |  |  |
| 18 | Serbia (bandiera)      | G     | Mladen Pantić       | 182  | 210  |  |  |

### Staff tecnico
| Allenatore: | Marko Spasić    |
| Assistente: | Zoran Sotirović |